# Apostolski legat
Apostolski legat (papeški poslanec, papeški legat) – je papežev osebni pooblaščenec, stalni predstavnik v kakšni diplomatski ali cerkveni zadevi. Navadno ima nadškofijski naslov. Razlikujemo tri vrste poslancev:
- apostolski nuncij (nuncius) oziroma poslanik (internuncius); je akreditiran pri tujih državnih vladah; to je najbolj običajen način delovanja papeških legatov. Njihova naloga je, da povezujejo Sveti sedež s krajevno Cerkvijo, obenem pa krepijo diplomatske odnose med Vatikanom in vlado določene države.
- apostolski delegat (delegatus apostolicus); apostolski delegat, ki ga papež pošlje v kako krajevno Cerkev zaradi kake posebne naloge, in ta nima zveze z državnimi oblastmi.
- legatus a latere, v posebnih razmerah najvišje vrste poslanec, ki ima posebno nalogo, in je določen kratko časa samo zanjo.